# Millom
Millom è un paese di 8.000 abitanti della contea del Cumbria, in Inghilterra.